# Askold (incrociatore)
La Askold, unica unità della sua classe, fu un incrociatore, uno delle pochi al mondo con cinque fumaioli (Francia esclusa), varato nel 1899 a Kiel per la Marina Imperiale Russa. Si trattava di un incrociatore protetto, quindi senza cintura corazzata: cercava in tal modo, con un relativo successo, di mantenere la velocità su valori rilevanti.